# Miyako-Odori

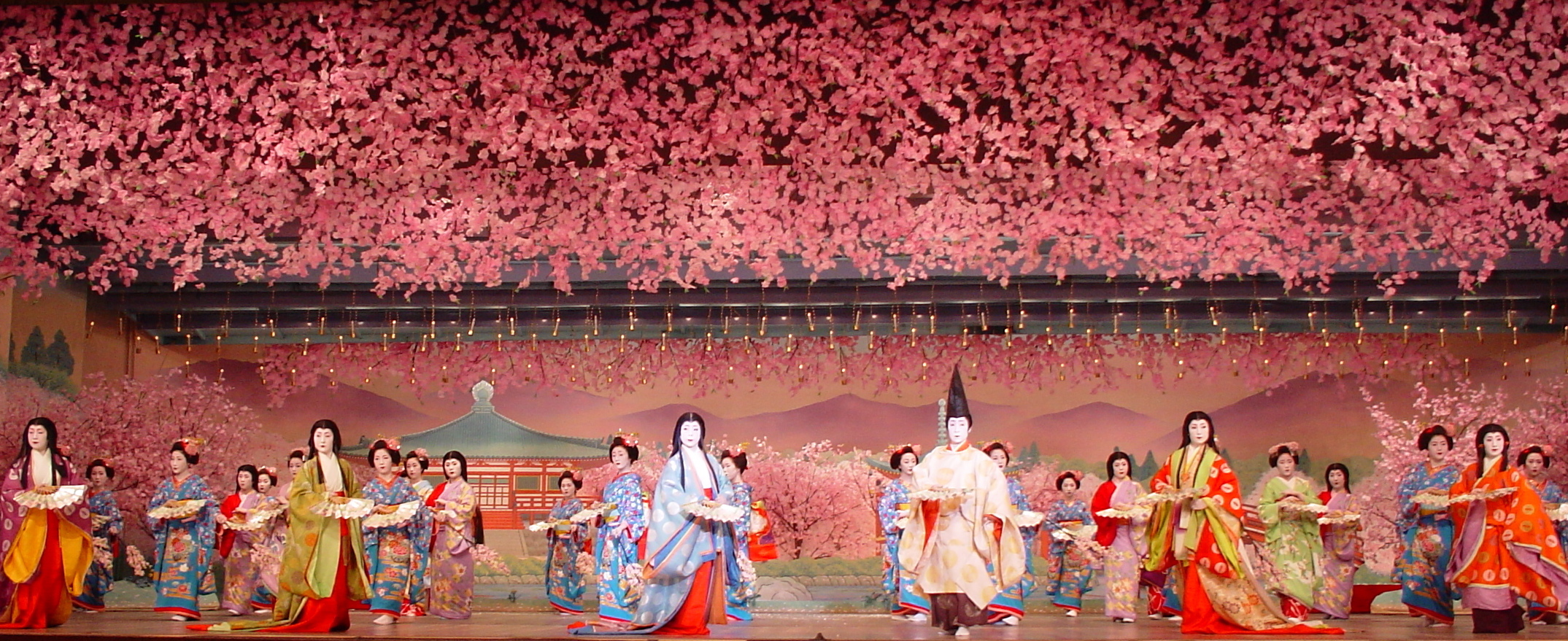
Das große Finale des 131. Miyako-Odori

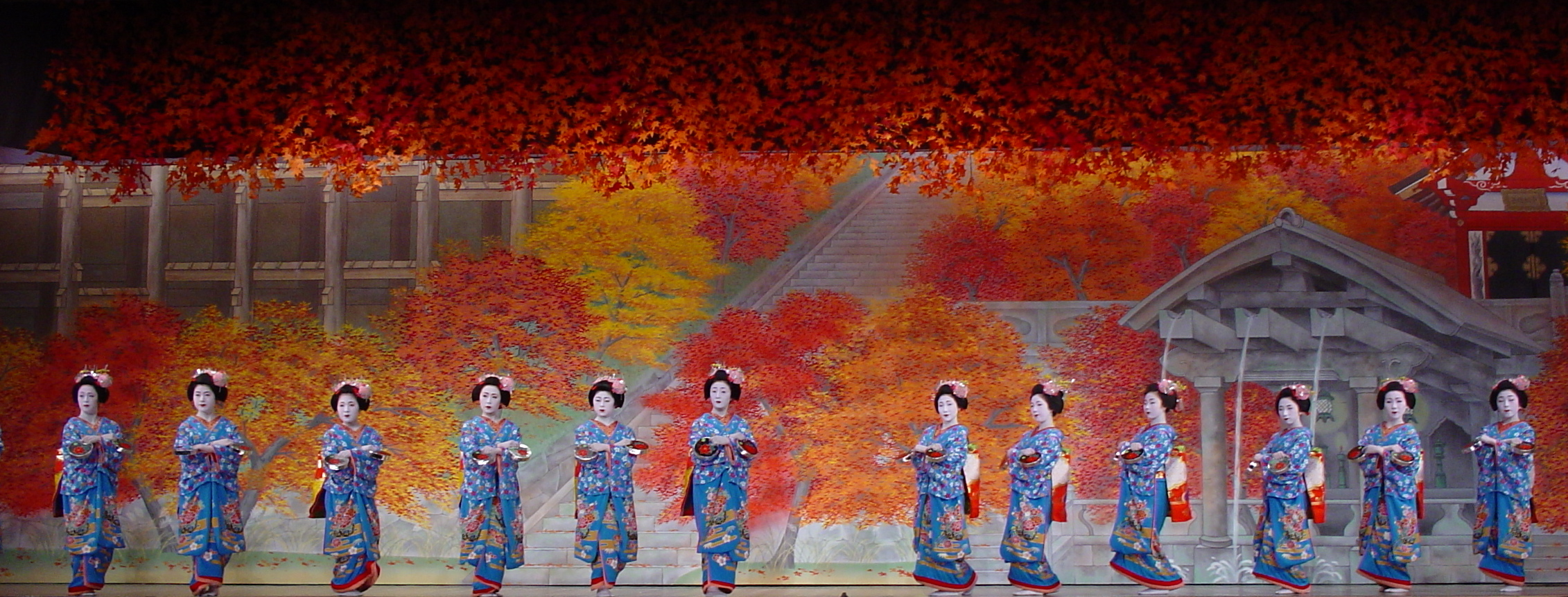
Tanzende Maiko

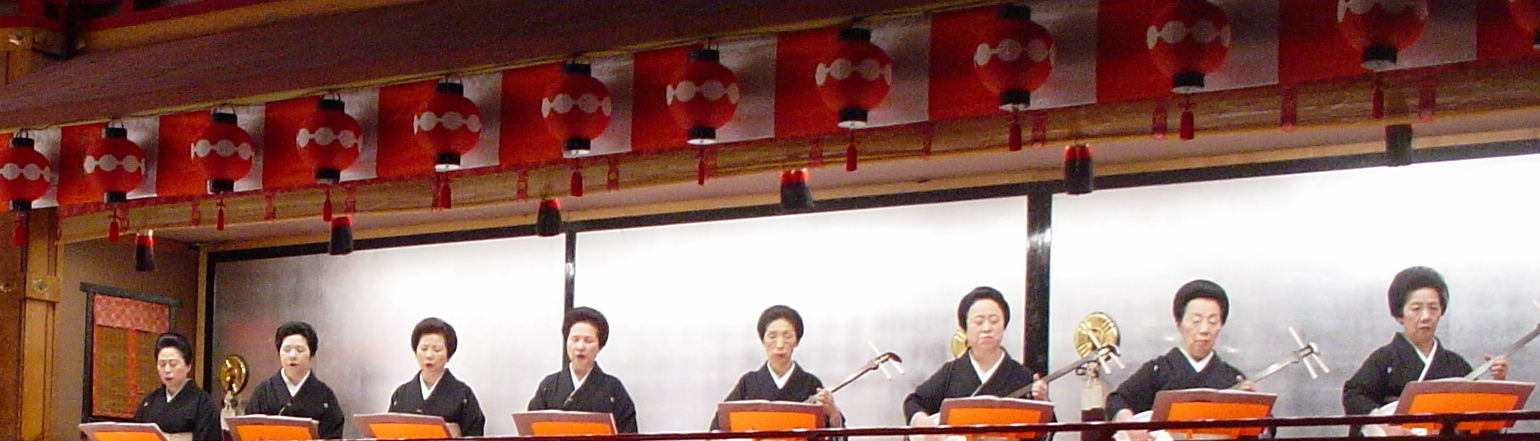
Traditionelles Shamisen-Spiel

Miyako-Odori (jap. 都をどり, みやこをどり; auf Deutsch etwa „Tänze der Hauptstadt“) ist eines der vier großen Frühlingsschauspiele in den fünf Geisha-Vierteln (hanamachi) von Kyōto. Die im Rahmen des Miyako-Odori dargebotenen Tänze, Lieder und Schauspielakte werden von den Maiko und Geiko des Gion-Viertels aufgeführt. Die Motive schöpfen aus der klassischen japanischen Kultur und inkorporieren das Alltagsleben als auch folkloristische Elemente (z. B. aus dem Genji Monogatari).
Das Miyako-Odori findet viermal am Tag vom 1. bis 30. April im Theater Gion Kōbu Kaburen-jo (祇園甲部歌舞練場; nah dem Yasaka-Schrein; 35° 0′ 5,6″ N, 135° 46′ 32,8″ O) statt und wurde zum ersten Mal im Jahr 1872 begangen. Ursprünglich war es eine Veranstaltung als Teil der allgemein veranstalteten kulturellen Wiederbelebung Kyōtos (vormals bekannt unter dem Namen Heian-kyō), nachdem der Regierungssitz 1869 nach Tokio verlegt wurde. Mittlerweile gehört das Miyako-Odori jedoch zum festen Kern des kulturellen Lebens in Kyōto und wurde 2006 zum 134. Mal aufgeführt. 